# Chiesa di Dio pentecostale indiana
La Chiesa di Dio pentecostale indiana o Chiesa indiana pentecostale di Dio (IPC) è il più grande movimento indigeno pentecostale in India, con la sua sede a Hebron, Kumbanad, Kerala, India. Il movimento è stato fondato nel 1924 e registrato il 9 dicembre 1935 a Eluru, Andhra Pradesh, sotto il Governo Indiano. Il pastore K. C. John attualmente è presidente generale della Chiesa pentecostale IPC a partire dal 2006 fino ad oggi, Baby Varghese è il vice presidente generale, e T. Valson Abraham è il segretario generale. L'organizzazione ha circa 7.500 chiese situate in oltre 25 regioni e degli Stati di tutto il mondo. Tuttavia, lo stato del Kerala in India ha il maggior numero di chiese pentecostali (IPC): circa 4.500 congregazioni locali e il pastore K.C. Thomas è il presidente della Chiesa nello stato del Kerala.
Alla fine del 1920, K. E. Abraham, P. M. Samuel, K. C. Cherian, T.G. Oommen e altri hanno unito le varie chiese pentecostali indipendenti in una denominazione Pentecostale.
Il pastore K.E. Abraham (1899-1974) è diventato un pentecostale nel 1923, credeva nelle chiese indipendenti, così non era d'accordo con altri missionari per lo più delle Assemblee di Dio e fondò la Chiesa indiana pentecostale di Dio. Il pastore K. E Abraham è il presidente fondatore di IPC.
La Chiesa di Dio pentecostale indiana è stata registrata con il Governo indiano sotto la Societies Act XXI del 1860 il 9 dicembre 1935.
Il pastore P. M. Samuel dell'Andhra Pradesh è stato scelto come primo presidente, K. C. Cherian come vice presidente, e P. T. Chacko come segretario.

## Storia del cristianesimo in India

Relazione dei gruppi nazareni.

I cristiani di san Tommaso fanno risalire le loro origini a Tommaso Apostolo che, secondo la tradizione, fece molti proseliti in India nel I secolo. Nel VII secolo erano parte della Chiesa d'Oriente, con centro in Persia L'intera comunità dei cristiani di san Tommaso è rimasta unita fino al XVII secolo, quando le controversie concernenti il padroado portoghese in India hanno portato al Giuramento della Croce pendente del 1653 e alla divisione dei cristiani di san Tommaso in cattolici e una chiesa indipendente, conosciuta come Chiesa Malankarese, che ha accettato la teologia miafisita della Chiesa siro-ortodossa e ne ha adottato il rito siriaco occidentale (o rito di Antiochia).

### Origine della Chiesa di Dio pentecostale indiana
La Chiesa di Dio pentecostale indiana non fa riferimento diretto alla tradizione dei cristiani di San Tommaso.
Il movimento è stato fondato nel 1924 e registrato il 9 dicembre 1935 a Eluru, Andhra Pradesh.